# Großsteingräber bei Wolkow
Die Großsteingräber bei Wolkow waren mehrere megalithische Grabanlagen unbekannter Zahl der jungsteinzeitlichen Trichterbecherkultur bei Wolkow, einem Ortsteil von Warrenzin im Landkreis Mecklenburgische Seenplatte (Mecklenburg-Vorpommern). Sie wurden wahrscheinlich im frühen 20. Jahrhundert zerstört. Nach Friedrich Schlie existierten in den 1890er Jahren auf der Feldmark Wolkow noch einige unberührte „Hünengräber“, über die er aber keine näheren Angaben machte. Robert Beltz machte 1899 nur die Angabe „Wolkow: Steinkammer (?)“. Etwa 2 km südwestlich von Wolkow befindet sich das noch erhaltene Großsteingrab von Upost.